# 章治文
章治文（1938年11月—2019年7月30日），男，湖北襄阳人，中华人民共和国政治人物，曾任湖北省对外贸易经济合作厅厅长、党组书记，湖北省人大常委会副主任，第七届全国人大代表。